# Nederländernas Grand Prix 1975
Nederländernas Grand Prix 1975 var det åttonde av 14 lopp ingående i formel 1-VM 1975.

## Resultat
1. James Hunt, Hesketh-Ford, 9 poäng
2. Niki Lauda, Ferrari, 6
3. Clay Regazzoni, Ferrari, 4
4. Carlos Reutemann, Brabham-Ford, 3
5. Carlos Pace, Brabham-Ford, 2
6. Tom Pryce, Shadow-Ford, 1
7. Tony Brise, Hill-Ford
8. Mark Donohue, Penske-Ford
9. Patrick Depailler, Tyrrell-Ford
10. Gijs van Lennep, Ensign-Ford
11. Wilson Fittipaldi, Fittipaldi-Ford
12. Ian Scheckter, Williams-Ford
13. Alan Jones, Hill-Ford
14. Lella Lombardi, March-Ford
15. Ronnie Peterson, Lotus-Ford (varv 69, bränslebrist)
16. Jody Scheckter, Tyrrell-Ford (67, motor)

### Förare som bröt loppet
- Jacques Laffite, Williams-Ford (varv 64, motor)
- Jochen Mass, McLaren-Ford (61, olycka)
- Jean-Pierre Jarier, Shadow-Ford (44, däck)
- John Watson, Surtees-Ford (43, vibrationer)
- Emerson Fittipaldi, McLaren-Ford (40, motor)
- Bob Evans, BRM (23, differential)
- Jacky Ickx, Lotus-Ford (6, motor)
- Vittorio Brambilla, March-Ford (0, upphängning)

## Bildgalleri

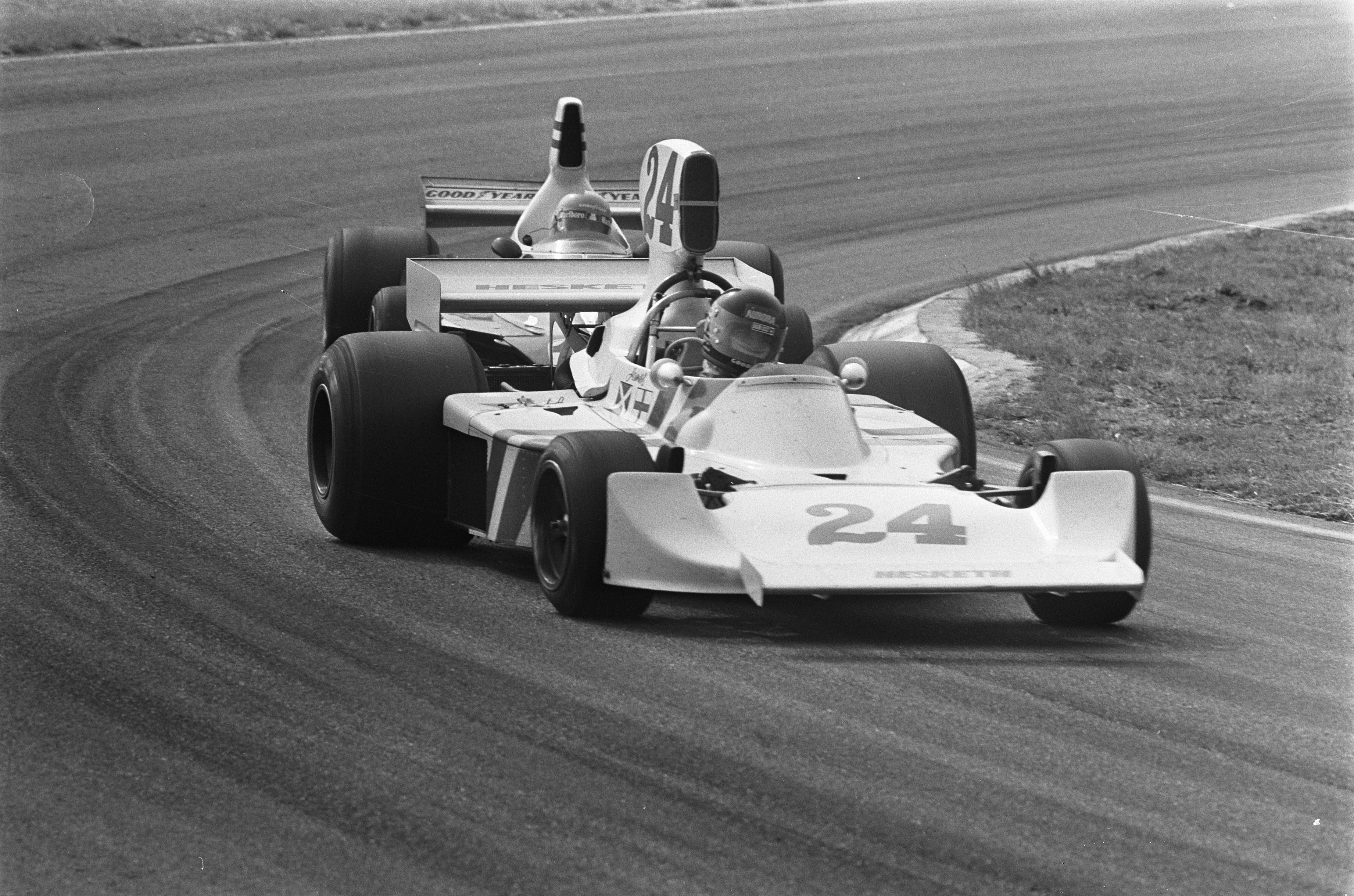
James Hunt tätt följd av Niki Lauda.
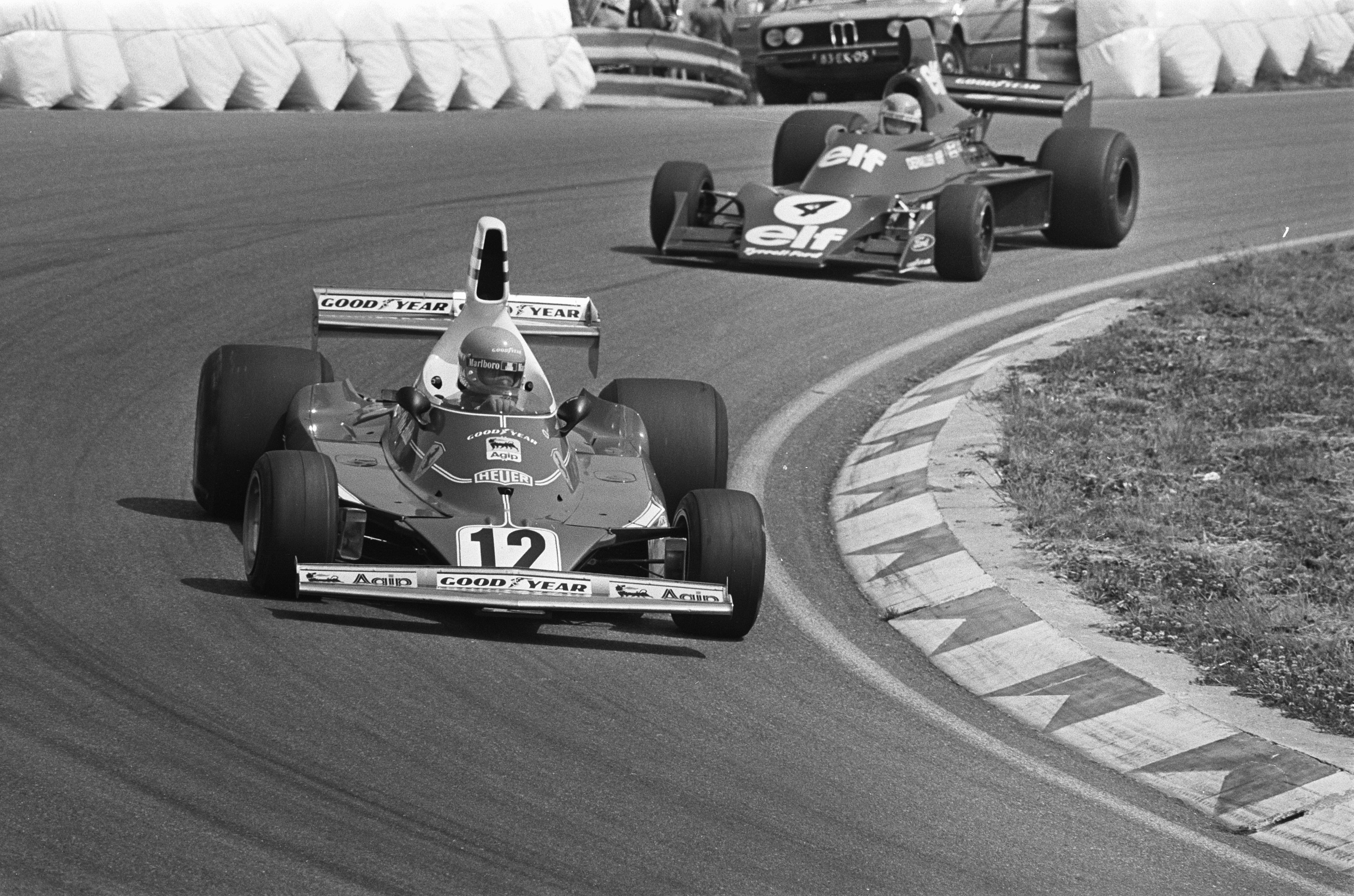
Niki Lauda och Patrick Depaille.
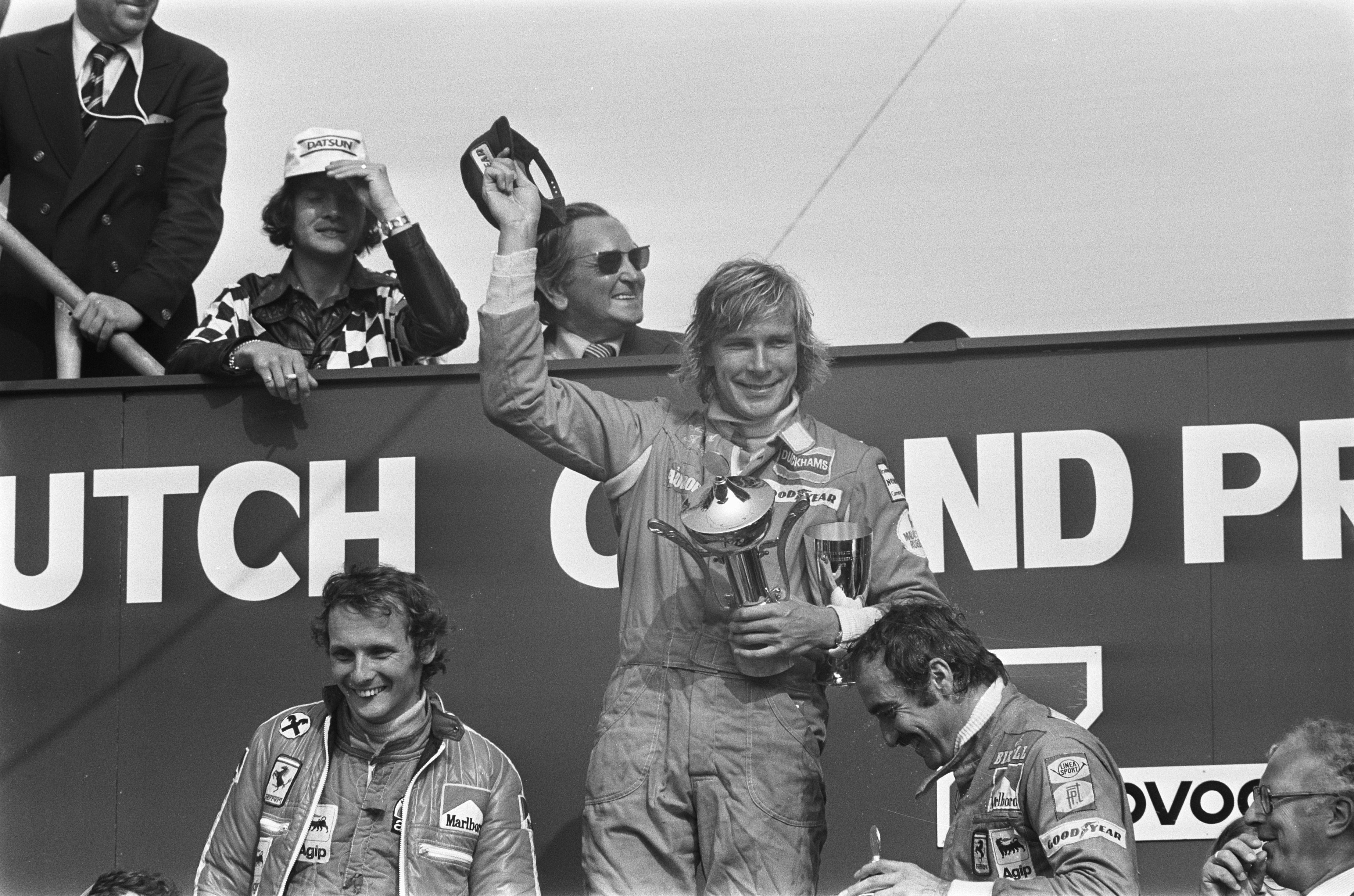
Niki Lauda, James Hunt och Clay Regazzoni på prispallen.

### Förare som ej kvalificerade sig
- Hiroshi Fushida, Maki-Ford